# Temnocerus longiceps
Temnocerus longiceps är en skalbaggsart som först beskrevs av Thomson 1888.  Temnocerus longiceps ingår i släktet Temnocerus, och familjen rullvivlar. Arten är reproducerande i Sverige.